# Anna Sergejewna Belaja
Anna Sergejewna Belaja  (russisch А́нна Серге́евна Бе́лая; * 15. April 1987 in Lowosero, Oblast Murmansk) ist eine ehemalige russische Skilangläuferin.

## Werdegang
Belaia nahm von 2004 bis 2020 vorwiegend an FIS-Rennen und am Eastern Europe Cup teil. Dabei erreichte sie in der Saison 2008/09 mit zwei Top-Zehn-Platzierungen den 16. Platz in der Gesamtwertung. Dies ist ihre beste Gesamtplatzierung im Eastern Europe Cup. Bei den U23-Skiweltmeisterschaften 2009 belegte sie den 12. Platz im Skiathlon und den 11. Rang über 10 km Freistil. Im November 2011 erreichte sie in Werschina Tjoi mit dem dritten Platz über 5 km Freistil ihre erste und einzige Podestplatzierung im Eastern Europe Cup. Ihr erstes von bisher drei Weltcuprennen lief sie im Februar 2011 in Rybinsk, das sie auf dem 13. Platz im Skiathlon beendete und damit ihre ersten Weltcuppunkte gewann. Im Februar 2013 kam sie in Sotschi bei ihrem letzten Weltcup mit dem 25. Platz im Skiathlon erneut in die Punkteränge.